# Escut de Camós
L'escut oficial de Camós (Pla de l'Estany) té el blasonament següent:
«Escut caironat: d'atzur, una creu de Sant Vicenç abscissa d'or; el peu d'or, 4 pals de gules. Per timbre una corona mural de poble».

Va ser aprovat el 12 de gener del 1984 i publicat al Diari Oficial de la Generalitat de Catalunya el 22 de febrer del mateix any amb el número 409.
El sautor o creu de Sant Vicenç és una al·lusió al patró del poble. Els quatre pals de l'escut de Catalunya recorden que Camós fou una batllia reial.

## Bandera
La bandera oficial de Camós és d'origen heràldic i té la següent descripció:
Bandera apaïsada de proporcions dos d'alt per tres de llarg, blau clara, amb un sautor groc de gruix 1/2 de l'alçària del drap, centrat a la meitat superior del primer terç vertical; l'últim terç groc amb quatre pals vermells.
Va ser aprovada el 8 de maig de 1996 i publicada al DOGC el 29 del mateix mes amb el número 2211.